# Mali vid världsmästerskapen i friidrott 2009
Mali deltog vid Världsmästerskapen i friidrott 2009 i Berlin.

## Deltagare

### Herrar
| Gren       | Namn          |
| 400 m häck | Ibrahim Maiga |

### Damer
| Gren  | Namn             |
| 100 m | Yah Soucko Koita |